# 3-тя Залізна стрілецька дивізія Армії УНР
3-тя Залізна стрілецька дивізія — військове з'єднання Дієвої армії Української Народної Республіки, створене на базі окремих військових загонів Миколи Шаповала, Володимира Ольшевського, Павла Шандрука та Омеляна Кантеміра. Була однієї з найкращих дивізій армії УНР.

## Історія

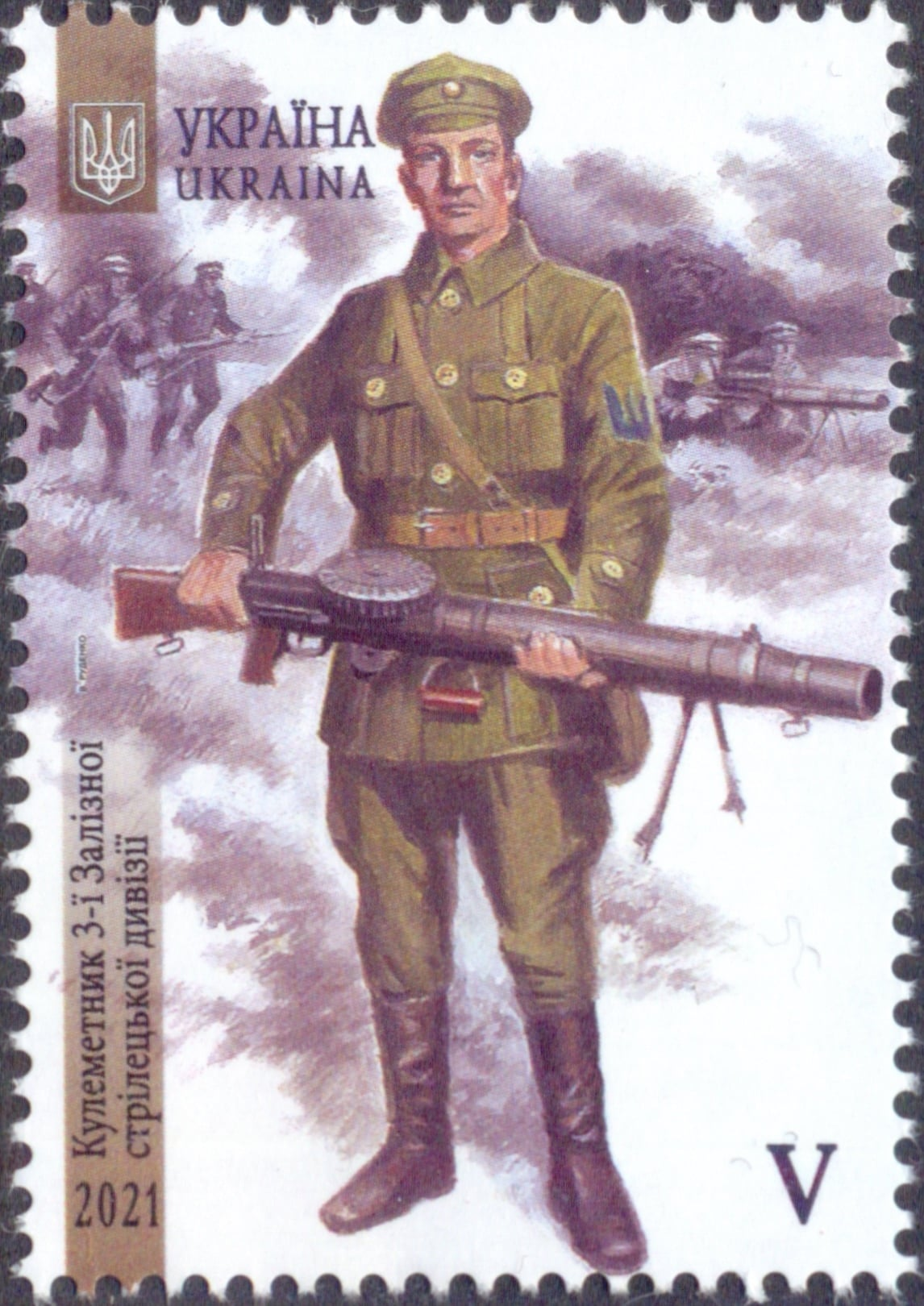
Марка Укрпошти «Кулеметник 3-ї Залізної стрілецької дивізії» із серії «Збройні формації Української революції 1917—1921 років» (2021)

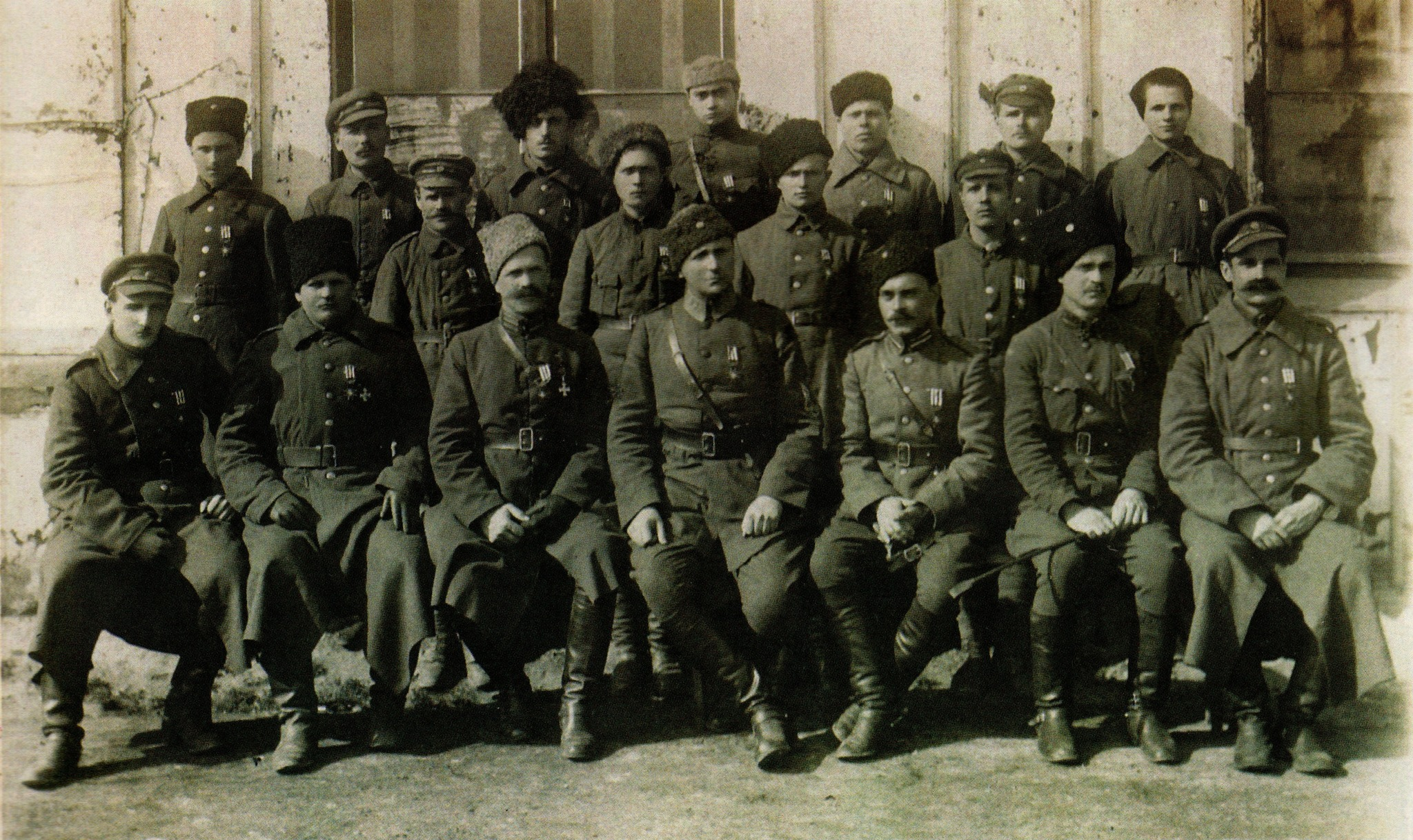
Лицарі «Залізного Хреста за Зимовий похід і бої» зі складу 3-ї Залізної дивізії з керівниками 2-ї Волинської дивізії.
1-й ряд зліва направо: Володимир Лаврик, підхор. Іван Назаренко, полк. Григорій Чижевський, ген. Олександр Загродський, підп. Олександр Недзвецький, підп. Микола Чижевський, підп. Іван Шура-Бура.
2-й ряд зліва направо: чот. Дмитро Рябінін, чот. Павло Кузенський, чот. Савко Стасюк, гуртковий Михайло Дяченко.
3-й ряд зліва направо: рой. Прокіп Баснюк, чот. Тимко Михальчук, чот. Петро Демченко, рой. Вадим Околовський, чот. Семен Антонів, рой. Сергій Полонський, козак Максим Викторів.

### Формування
Історія створення 3-ї Залізної стрілецької дивізії розпочалася в травні 1919 року, коли в районі м. Скала, на західному березі р. Збруч, зосередилася невелика група українських військ, що відступали під натиском більшовицьких військ. Вона складалася з кількох військових частин, що випадково об'єдналися з кадрами 7-ї пішої козацької дивізії:
- 1-й кінний полк Синьої дивізії (командир — полковник Олександр Вишнівський);
- 1-й Чорноморський полк, який складався з вцілілих решток Чорноморського Коша (командир — полковник Євген Царенко);
- різні дрібні частини і штаб із кадрами 7-ї пішої дивізії (командир — полковник Микола Шаповал).

Найбоєздатнішими частинами цієї групи були 1-й кінний полк Синьої дивізії та 1-й Чорноморський полк.
У м. Скала групу було реорганізовано в 16-й піший Загін армії УНР, до складу якого увійшли:
- 1-й кінний полк Синьої дивізії (командир — полковник Олександр Вишнівський);
- 1-й Чорноморський полк (командир — полковник Євген Царенко);
- окремий збірний курінь, зібраних з різних нечисленних частин (командир — полковник Володимир Ольшевський);
- одна окрема гармата 1-го полку Синьої дивізії, здобута від червоних (командир — хорунжий Іван Шура-Бура;
- кінно-гірський гарматний дивізіон (командир — полковник Олекса Алмазів).

Командиром 16-го пішого загону призначено полковника Миколу Шаповала.

### Бойовий шлях
У першій половині травня 1919 року 16-й Загін тримав позицію від р. Дністер до м. Скала включно. Полковник Микола Шаповал не обмежувався лише глухою обороною. Час від часу він робив частинами Загону випади в бік більшовиків, на східний берег Збруча. Метою випадів була глибоке рекогностування з метою підготовки до здобуття міста Кам'янець-Подільського.
20 травня 1919 року полковник Микола Шаповал вирішив узяти Кам'янець-Подільський. Ранком того ж дня загін розпочав наступ на місто. Початок був успішний. Лави загону з боєм дійшли до с. Кадиївці, біля Кам'янця-Подільського, проте замість того, щоб продовжувати наступ, не давши ворогові опам'ятатися, полковник Шаповал затримав лави загону вже перед самим містом. Більшовики відступили ближче до міста і відкрили гарматний вогонь по частинах загону. Підрозділ поніс втрати. Невдалий випад закінчився відступом загонів за р. Збруч, під час якого найбільші втрати мав 1-й полк Синьої дивізії, що прикривав відступ. Серед смертельно поранених був помічник командира полку підпоручник Сидоренко.
21 травня 1919 року Миколу Шаповала було усунуто з посади командира загону і замінено на полковника Олександра Удовиченка. Невдовзі в м. Борщеві відбулась нарада новопризначеного командира з командним складом 16-го пішого Загону. На нараді були присутні командир 1-го полку Синьої дивізії полковник Олександр Вишнівський, 1-го полку Чорноморського Коша полковник Євген Царенко, командир Збірного куреня полковник Володимир Ольшевський, командир Кіно-гірського дивізіону полковник Олекса Алмазов, полковник Григорій Чижевський, сотник М. Чижевський та кілька інших старшин. Після наради загін було перейменовано на 2-гу дивізію армії УНР.
1 червня 1919 року 2-га дивізія розпочала наступ на Кам'янець-Подільський, в результаті якого вдалося вибити більшовиків з міста та відбити всі намагання його повернути.
2 червня 1919 року було прийнято рішення про реорганізацію Дієвої армії УНР, в результаті чого 2-га дивізія отримала нову назву — 3-тя піша дивізія армії УНР. До її складу також включили загін полковника Павла Шандрука, Буковинський курінь сотника Омеляна Кантеміра та неповну гаубичну артилерійську батарею.
17 червня 1919 року 3-тю пішу дивізію було перейменовано на 3-тю Окрему стрілецьку дивізію армії УНР.
Дивізія особливо відзначилася під час боїв за Вапнярку. Її супротивником була південна група дивізій 12-ї радянської армії, що під командуванням Йони Якіра безуспішно намагалася (попри значну перевагу) відбити Вапнярський залізничний вузол і Жмеринку та вдарити по тилах українського війська, що наступало на Київ. За витривалість у цих боях дивізія здобула почесну назву «Залізна» і стала іменуватися 3-ю Залізною стрілецькою дивізією.

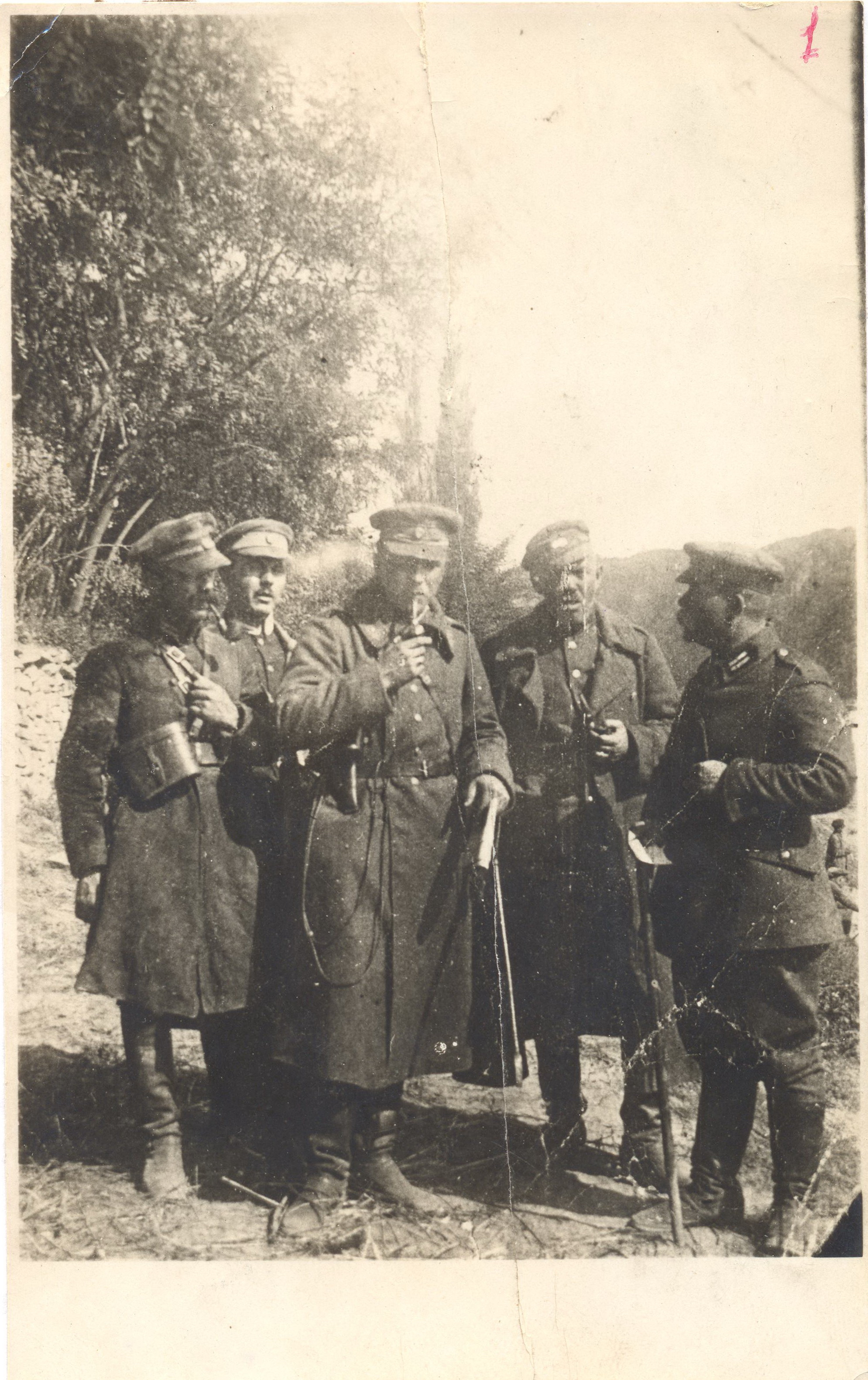
Штаб 3-ї Залізної Стрілецької дивізії на позиції на р. Дністрі. 1920 рік.

У боях проти Добровольчої армії восени та взимку 1919 року після перших успіхів дивізія зазнала важких втрат. ЇЇ командир полковник Олександр Удовиченко у жовтні 1919 року потрапив у полон до білогвардійських військ Антона Денікіна та був вивезений в Одесу. Згодом втік з полону.
Рештки дивізії взяли участь в Першому зимовому поході армії УНР, в ході якого вони були реорганізовані в 3-й збірний кінний полк.
Навесні 1920 року, після поразки Добровольчої армії, Олександр Удовиченко в околицях Могилева розпочав формування з різних частин 2-ї Стрілецької дивізії армії УНР.
29 травня на базі 2-ї стрілецької дивізії було відновлено 3-тю Залізну стрілецьку дивізію. До її складу увійшов 3-й збірний кінний полк, що разом з частинами армії УНР повернувся із Першого зимового походу.
Під час польсько-радянської війни дивізія перебувала на правому фланзі польсько-українського фронту. Разом з армією УНР відступила до Галичини, поза р. Дністер, у серпні повернулася в Україну і внаслідок успішної мобілізації нараховувала до 5 000 вояків, але через брак зброї в бойовому стані — лише понад 2 000.
Частини дивізії в листопаді 1920 року, після підписання миру між Польщею та РСФРР, тримали оборону в районі Лучинця.
21 листопада 1920 р. після останніх боїв з радянськими військами в районі Нової Ушиці, під натиском переважаючих сил ворога, частини 3-ї Залізної стрілецької дивізії перейшли за р. Збруч та були інтернована поляками.

## Командування
- Микола Шаповал (травень 1919) — як командир 16-го пішого загону Армії УНР
- Олександр Удовиченко — з 21 травня 1919 (спочатку як командир 16-го пішого загону Армії УНР, через кілька днів як командир 2-ї дивізії Армії УНР, від 2 червня 1919 — командир 3-ї пішої дивізії Армії УНР) — до жовтня 1919
- Валентин Трутенко — 3 грудня 1919 — 26 грудня 1919
- Олександр Удовиченко — 29 травня 1920 — листопад 1920)

## Капелани Дивізії
- Пятаченко Павло
- Обертович Михайло

## Склад
Після формування дивізії на початку червня 1919 року вона мала наступний склад:
- штаб (4 чоловіки);
- 1-й полк Синьої дивізії (командир — полковник О. Вишнівський, бойовий склад — 600 багнетів, кулеметна сотня і 1 гармата);
- 1-й Чорноморський полк (командир — полковник Є. Царенко, бойовий склад — до 750 багнетів і кулеметна сотня);
- Окремий курінь (командир — полковник В. Ольшевський, бойовий склад — до 350 багнетів);
- артилерійські частини (командир — полковник Г. Чижевський, дві легкі батареї — 8 гармат, 1 важка батарея — 4 гаубиці);
  - кінно-гірський дивізіон (командир — полковник О. Алмазов (пізніше відійшов до Запорізького корпусу));
- технічні частини (при кожному полку й кожній бригаді були свої відділи зв'язку, що мали від 2 до 3 телефонних апаратів і невелику кількість (від 2 до 3 км дроту); штаб загону мав 2 телефонні апарати, 8 км телефонного дроту й 5 козаків до обслуги; одна автоколона під керування хорунжого 1-го полку Синьої дивізії Костя Ліневича, яка допомагала в налагодженні зв'язку зі штабом армії).

Загальна чисельність дивізії на початку червня складала близько 2 000 старшин та вояків, 30-35 кулеметів, 13 гармат (крім тимчасово приділеного дивізіону гірських гармат).
Станом на 16 серпня 1919 року до складу дивізії входили:
- штаб;
- 7-й піший Синій полк;
- 8-й піший Чорноморський полк;
- 9-й піший Стрілецький полк;
- 3-тя гарматна бригада;
- Лубенський кінний полк;
- 3-й технічний курінь;
- 3-й запасний курінь;
- партизанський загін Михайла Павловського.

Загальна чисельність дивізії станом на 16 серпня становила близько 5 000 чоловік, з них близько 2 500 багнетів і шабель. На її озброєнні у цей час знаходилося 101 кулемет, 14 гармат та 1 панцирник.
У травні 1920 року після нового формування 3-тя Залізна стрілецька дивізія нараховувала 278 старшин, 1 815 багнетів, 308 шабель, 80 кулеметів і 9 гармат та ділилася на 3 бригади і кінний Донський козачий полк полковника Михайла Фролова.

## Військовики дивізії
- Авксентьїв Володимир Федорович — працівник штабу
- Ардашев Віктор Федорович — помічник начальника Спільної школи підстаршин
- Базилевський Павло Михайлович — командир 20-го куреня 7-ї бригади
- Барнів Борис — на 9 квітня 1921, мічман збірного (морського) куреня, начальник відділу Головної військово-морської управи
- Білан Микола Іванович — командир 21-го куреня 7-ї бригади
- Білевич Йосип Донатович — начальник Навчального запасного куреня
- Блощаневич Микола Григорович — командир сотні запасного куреня
- Бродовський Віктор Вікторович — начальник розвідки 3-ї гарматної бригади
- Булак Степан — поручник
- Бурківський Олександр Оттович — командир 8-ї стрілецької бригади
- Васильченко Михайло — підполковник
- Вироцький Михайло Васильйович — сотник
- Вяземців Микола Володимирович — помічник начальника дивізії
- Ґловінський Євген Олексійович — поручник гарматної бригади
- Гомотюк Евстахій — хорунжий
- Грабченко Антон Мартинович — старшина штабу 7-ї бригади
- Григораш Володимир Васильович — старшина 19-го куреня
- Годило-Годлевський Олександр Єлізарович — організатор та командир 14-го стрілецького куреня 5-ї бригади, начальник школи хорунжих воєнного часу
- Деркач Михайло — урядовець та історіограф
- Димар Федір Олексійович — старшина інженерного куреня
- Довгаль Спиридон Микитович — командир 20-го куреня 7-ї бригади
- Євтушенко Михайло (старший) — командир 9-го стрілецького полку
- Жуковський Леонтій Михайлович — начальник Спільної школи підстаршин
- Журахів Сергій Іванович — старшина управління постачання.
- Загородній Юрій Олексійович — командир сотні 3-го кінного полку
- Закусило Петро Климентійович — старшина 27-го та 21-го куренів
- Зарицький Володимир Антонович — командир збірної батареї
- Іньків Дмитро — командир 7-го гарматного полку
- Кантемір Омелян — сотник Буковинського Куреня
- Качан Андрій Пилипович — сотник
- Клімко Леонід Якович — старшина 3-ї гарматної бригади
- Корчунов Ростислав Васильович — помічник командира 8-ї сотні ім. І. Сірка
- Крамаревський Леонід Миколайович — старшина 22-го стрілецького куреня
- Крижанівський Марко Михайлович — начальника розвідчого відділу штабу
- Ліницький Дмитро Володимирович — начальник штабу 7-ї бригади
- Лисогор Степан Омелянович — командир 9-ї бригади
- Лубківський Володимир Костянтинович — старшина 3-ї гарматної бригади
- Любимець Микола Клавдійович — командир 7-го Синього полку
- Лященко Федір Якович — козак 3-ї гарматної бригади
- Магеровський Борис Володимирович — командир 21-го куреня 7-ї бригади
- Макаренко Омелян Іванович — помічник начальника штабу
- Макушенко Олекса Іванович — старшина для доручень штабу
- Мацак Юхим Тихонович — начальник штабу 9-ї бригади
- Мельник Матвій Леонтійович — старшина управління постачання дивізії
- Мельників Євген Венедиктович — штабіст 20-го куреня 7-ї бригади
- Мінаківський Болеслав Людвикович — викладач школи підстаршин
- Нагорний Степан Васильович — старшина гарматного запасного куреня
- Науменко Петро Олексійович — старшина Етапового куреня
- Нестеренко Опанас Андрійович — командир сотні 20-го куреня 7-ї бригади
- Нещадименко Юхим Петрович — поручник
- Нещеретов Самсон Олександрович — ветеринарний лікар дивізії
- Нізієнко Олександр Федорович — начальник штабу 4-ї бригади
- Пересада-Суходольський Михайло Степанович — з 7 серпня 1920 — начальник штабу дивізії
- Петлюра Олександр Васильович — з 20 травня 1919 р. — старшина для зв'язку штабу Дієвої армії УНР; з 14 травня 1920 р. — командир Етапного куреня
- Півенштейн Андрій Іванович — начальник відділу зв'язку
- Пігуляк Іван — сотник Буковинського Куреня
- Прокопович Володимир Флорович — дивізійний ветеринарний лікар
- Рогожників Іван Анатолійович — старшина штабу
- Рощицький Сергій Євстахійович — полковник штабу 20-го куреня 7-ї бригади
- Рубаністий Митрофан Якович — помічник командира 9-ї стрілецької бригади
- Селегій Михайло Максимович — старшина 20-го куреня
- В. Силенко — начальник постачання загону, сотник 1-го полку Синьої дивізії
- Силін Анатолій Юрійович — начальник штабу 8-ї стрілецької бригади
- Силін Володимир Юрійович — старшина 3-го кінного полку
- Скляренко Андрій Петрович — старшина штабу
- Сулковський Борис Йосипович — у квітні-липні 1920 року — начальник штабу дивізії
- Стефанів Гнат — очолював запасну бригаду дивізії
- Таранущенко Яків Васильович — помічник завідувача хлібопекарні
- Тарнопільський Микола Гаврилович — ад'ютант 1-го куреня 7-го Синього полку
- Топущак Микола — сотник Буковинського Куреня
- Туркул Олександр Олександрович — командир 8-го гарматного куреня
- Фролов Михайло — командир 3-го кінного полку
- Царенко Євген Володимирович — командир 8-го Чорноморського полку
- Ценкер Михайло Якович — начальник кінного відділу Спільної школи підстаришин
- Ціоха Іван Григорович — помічник командира 1-го (пізніше 7-го) Синього полку
- Цібельман Шмуль — козак 7-го Синього полку
- Харченко Пафнутій Петрович — командир 3-го інженерного куреня
- Харченко Семен Васильович (отаман Хмара) — сотник 3-го кінного полку
- Хилюк Тихін Феофанович — хорунжий Кінної сотні штабу 8-ї стрілецької бригади
- Чижевський Григорій Павлович — начальник 3-ї гарматної бригади
- Чижевський Микола Павлович — командир 4-ї гарматної сотні 3-го кінного полку
- Шандрук-Шандрушкевич Олександр Феофанович — завідувач господарства Окремого Запорізького куреня та 9-го стрілецького полку
- Шаповал Ілько — поручник
- Шевченко Володимир Якович — в. о. командира 3-ї легкої кінної батареї 9-го артилерійського куреня
- Шкарупа Тимофій Єфремович — підполковник 4-ї бригади
- Шумка Василь Миронович — стрілець Буковинського куреня
- Яворський Василь Якович — начальник контррозвідки
- Яворський Олексій Климентійович — командир куреня
- Янковський Олександр Карлович — старшина 21-го куреня
- Яроцький Дмитро Петрович — начальник оперативного відділу штабу

## Галерея
Командири 16-го пішого Загону

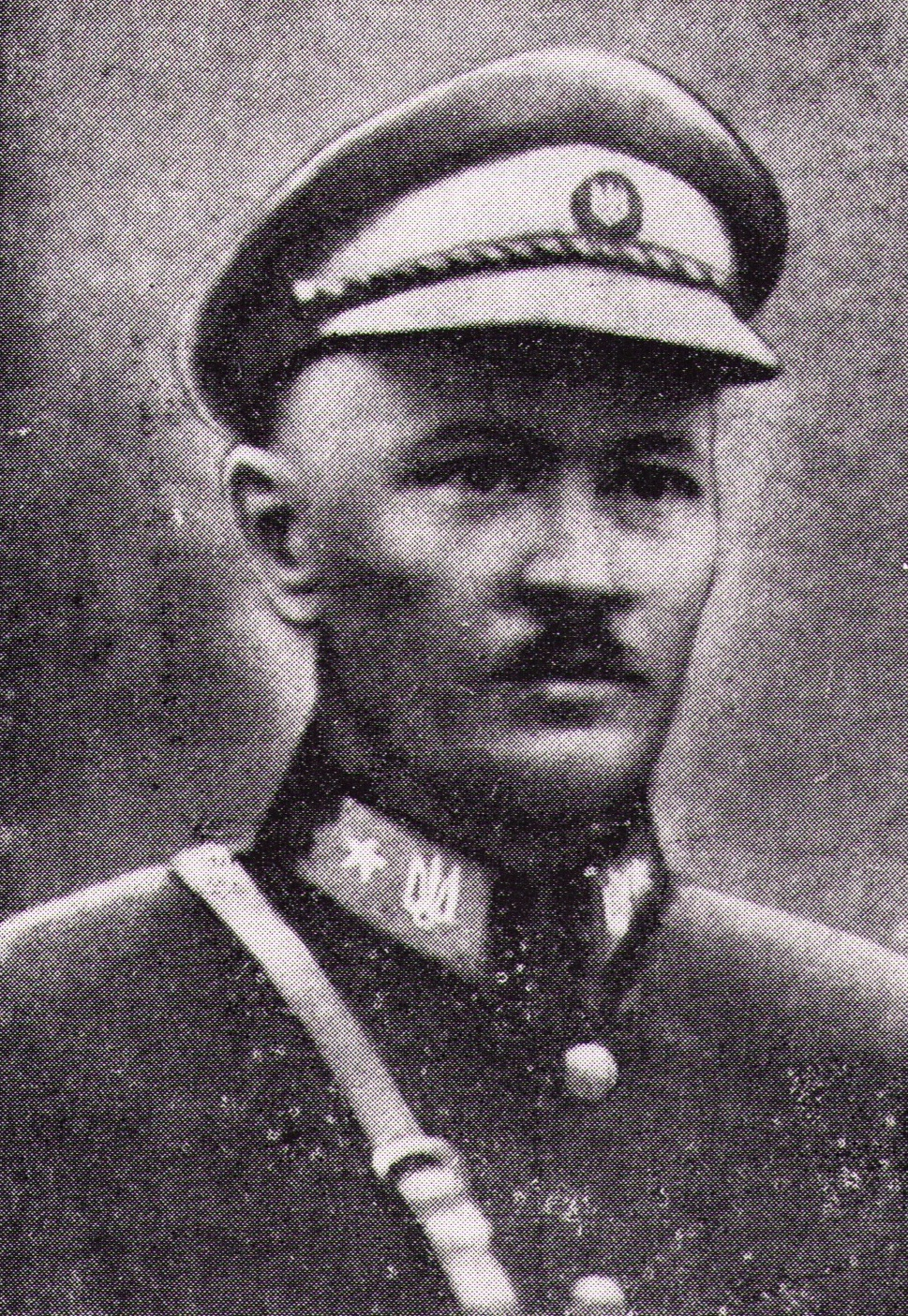
Полковник Микола Шаповал
Полковник Олександр Вишнівський
Полковник Володимир Ольшевський
Хорунжий Іван Шура-Бура
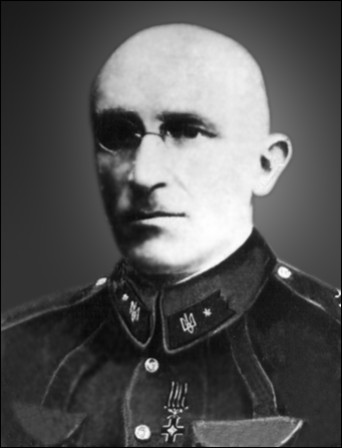
Полковник Олекса Алмазов
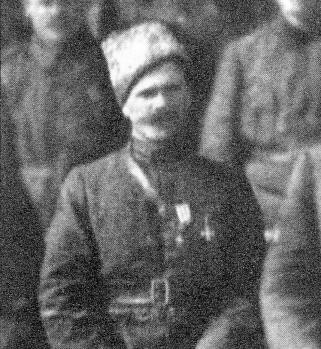
Полковник Григір Чижевський